# Getal van Richardson
Het getal van Richardson is een dimensieloos getal dat de verhouding tussen potentiële en kinetische energie weergeeft.
{\displaystyle Ri={gL \over V^{2}}}
of
{\displaystyle Ri={1 \over {\sqrt {Fr}}}}
g = gravitatie [m s−2]
L = karakteristieke lengte [m]
v = snelheid [m s−1]
Fr = getal van Froude [-]
Het getal is genoemd naar Lewis Fry Richardson (1881-1953).
Archimedes ·
Atwood ·
Bagnold ·
Bejan ·
Biot ·
Bond ·
Brinkman ·
capillair getal ·
Cauchy ·
Damköhler ·
Darcy ·
Dean ·
Deborah ·
Eckert ·
Ekman ·
Eötvös ·
Euler ·
Froude ·
Galilei ·
Graetz ·
Grashof ·
Görtler ·
Hagen ·
Iribarren ·
Keulegan-Carpenter ·
Knudsen ·
Laplace ·
Lewis ·
Mach ·
Marangoni ·
Morton ·
Nusselt ·
Ohnesorge ·
Péclet ·
Prandtl ·
Rayleigh ·
Reynolds ·
Richardson ·
Roshko ·
Rossby ·
Rouse ·
Schmidt ·
Sherwood ·
Shields ·
Stanton ·
Stokes ·
Strouhal ·
Stuart ·
Suratman ·
Taylor ·
Ursell ·
Weber ·
Weissenberg ·
Womersley